# Fruängen
Fruängen est un quartier de la banlieue sud de Stockholm, situé dans le district de Hägersten-Liljeholmen. Il jouxte les quartiers de Långbro, Herrängen, Västertorp et Solberga, ainsi que la commune de Huddinge. Il a été créé le 1er février 1948.

## Histoire
Le nom Fruängen provient d'une bâtisse du domaine de Västberga qui était située en bordure de l'ancienne route de Södertälje (suédois : Gamla Södertäljevägen). Le terrain est acquis par la commune de Stockholm en 1935. La bâtisse est démolie lors de la construction du quartier au début des années 1950. Le centre commercial Fruängens centrum est quant à lui construit en 1961.
Les rues du quartier portent les noms de Suédoises célèbres, comme Elsa Beskow, Fredrika Bremer ou Karin Boye.

## Station de métro
La station de métro Fruängen est le terminus de la ligne rouge du métro de Stockholm, située après la station Västertorp, à 8,1 km de Slussen. C'est une station de plein air dont l'entrée est située dans le centre commercial Fruängens centrum entre la rue Fruängsgången et la place Fruängstorget. Avec une altitude de 46,8 mètres, il s'agit de la station la plus élevée du métro de Stockholm. Elle est inaugurée en 1956, mais le trafic se limite au tramway jusqu'à l'arrivée du métro le 5 avril 1964.

## Galerie

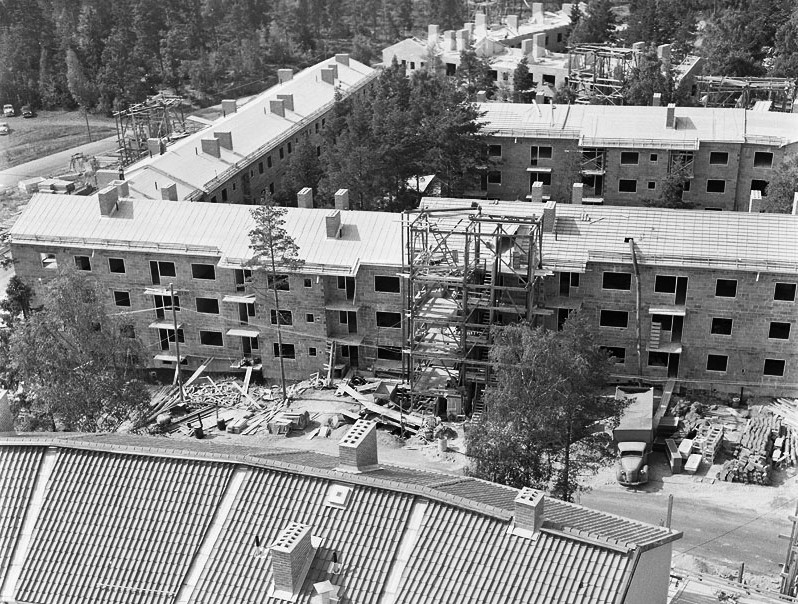
La construction du quartier, en 1955.
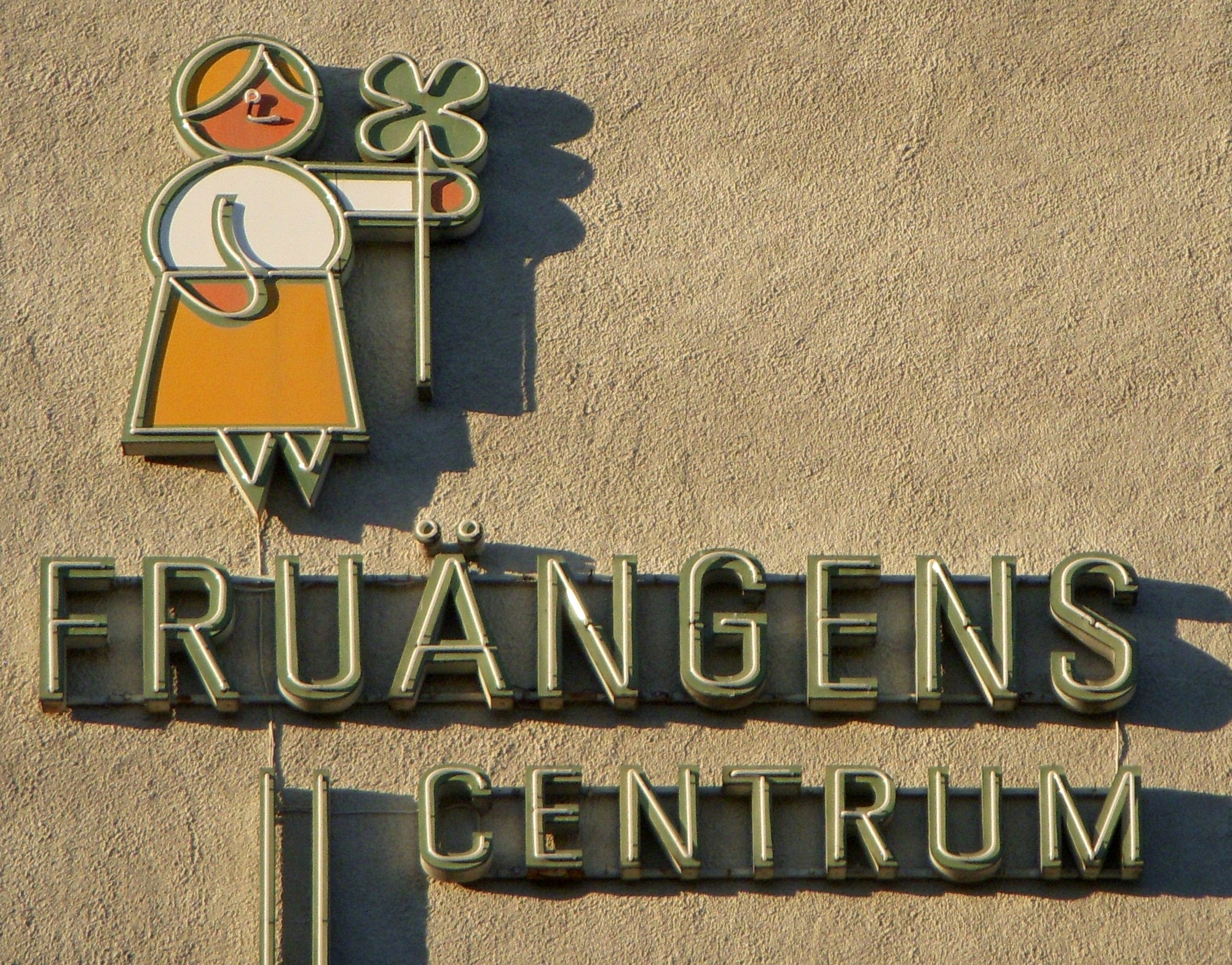
Une enseigne lumineuse évoquant les années 1950.
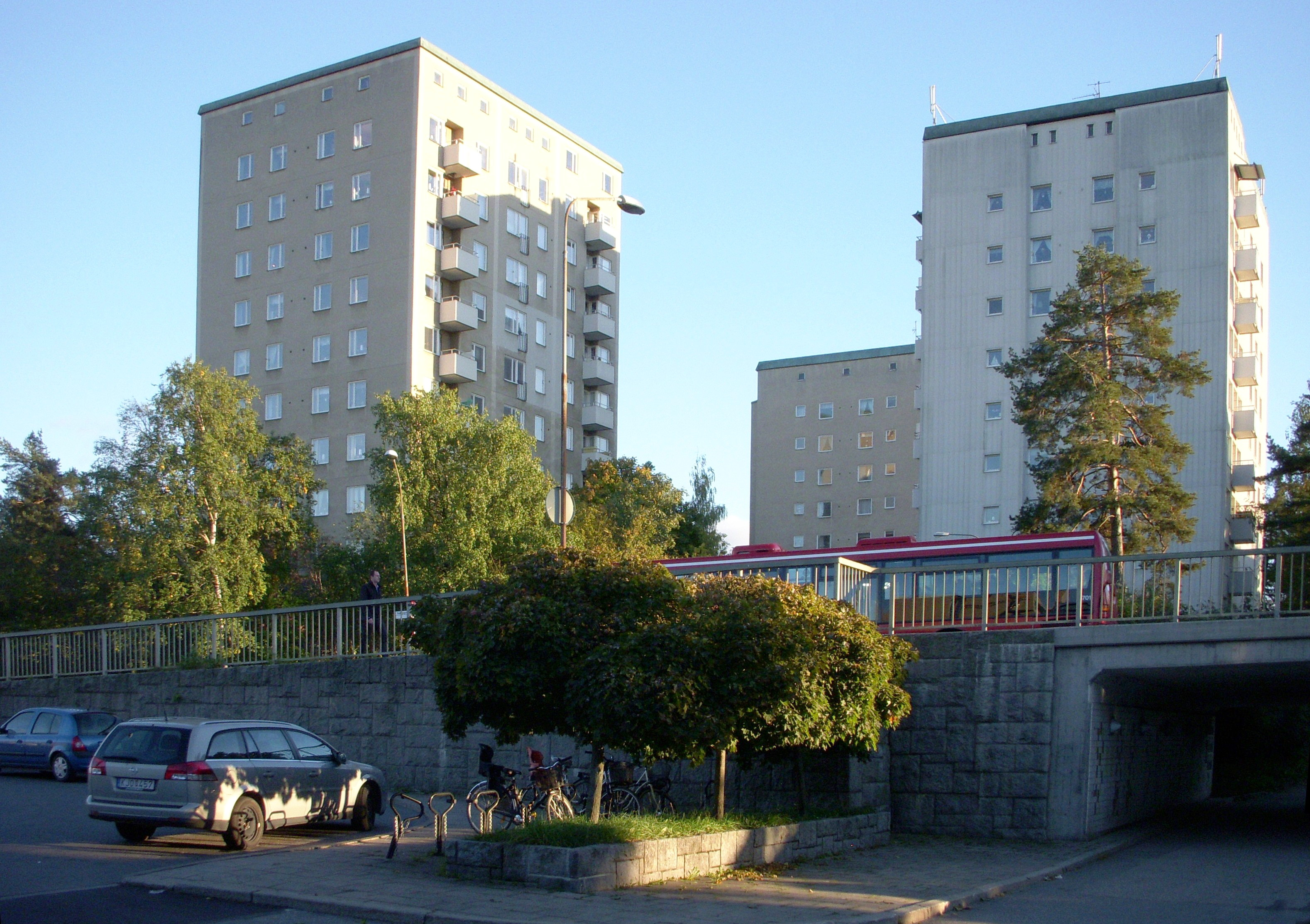
Des immeubles de Fruängen.
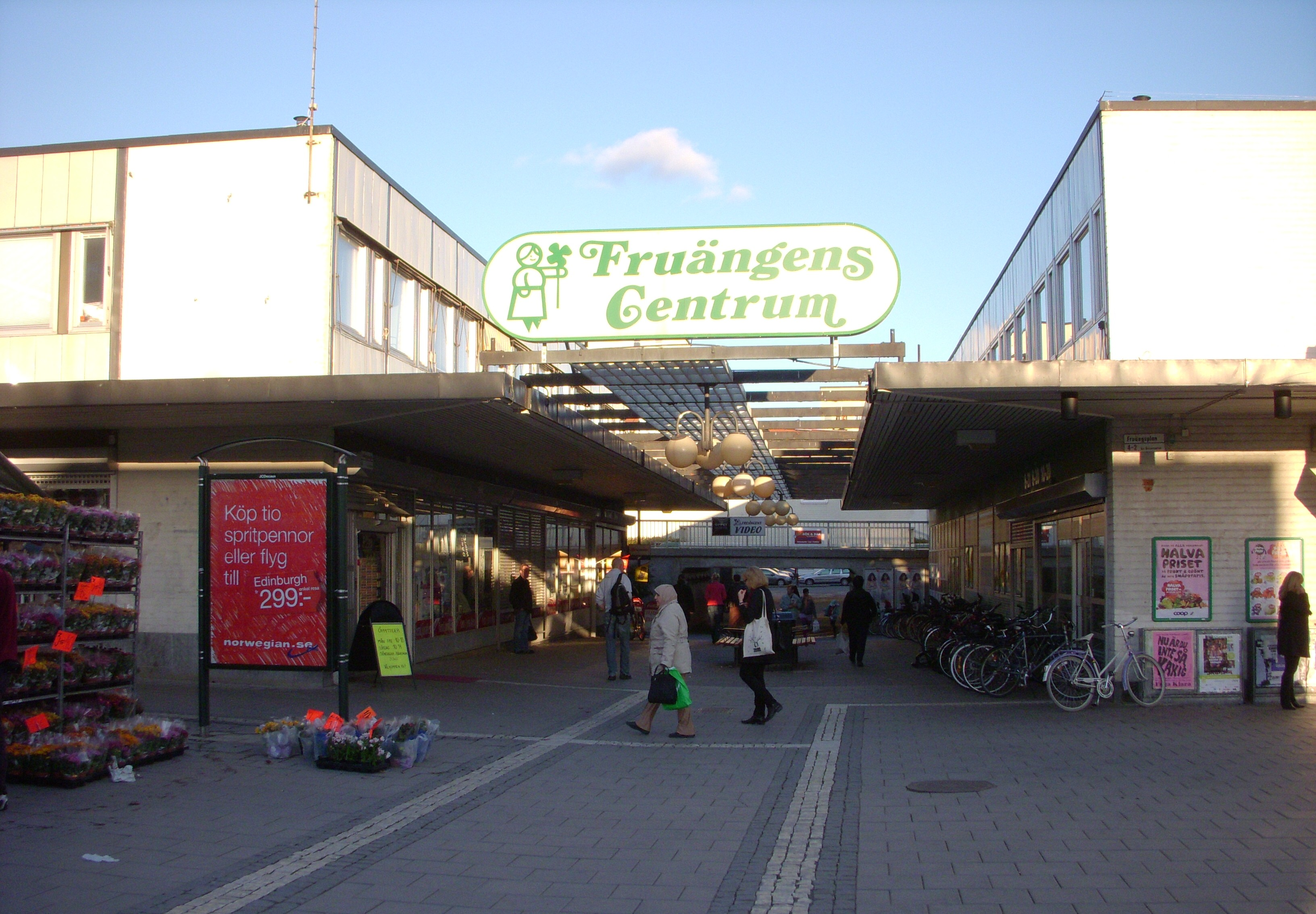
Le centre commercial Fruängens centrum en 2010.
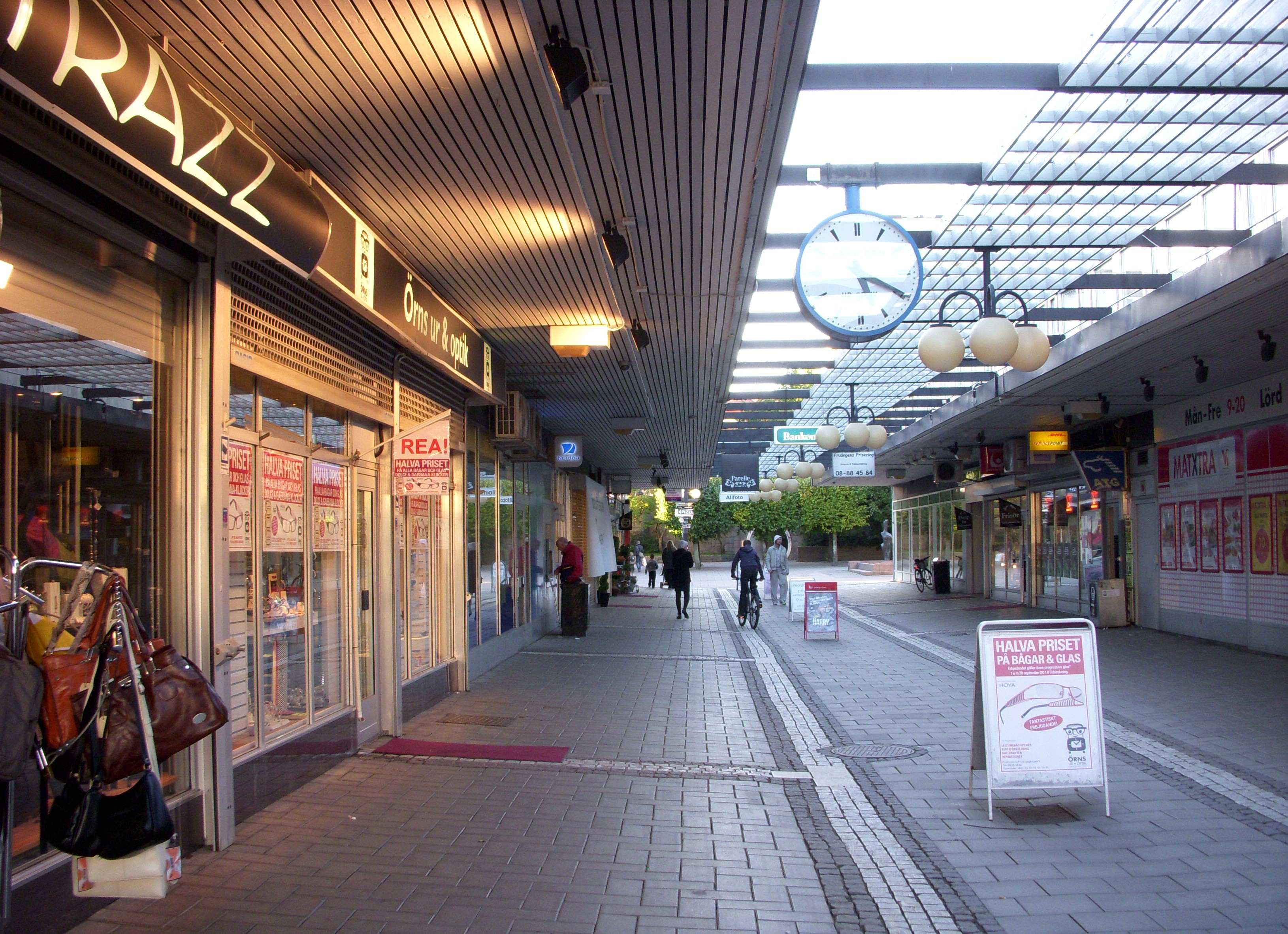
Le centre commercial Fruängens centrum en 2010.
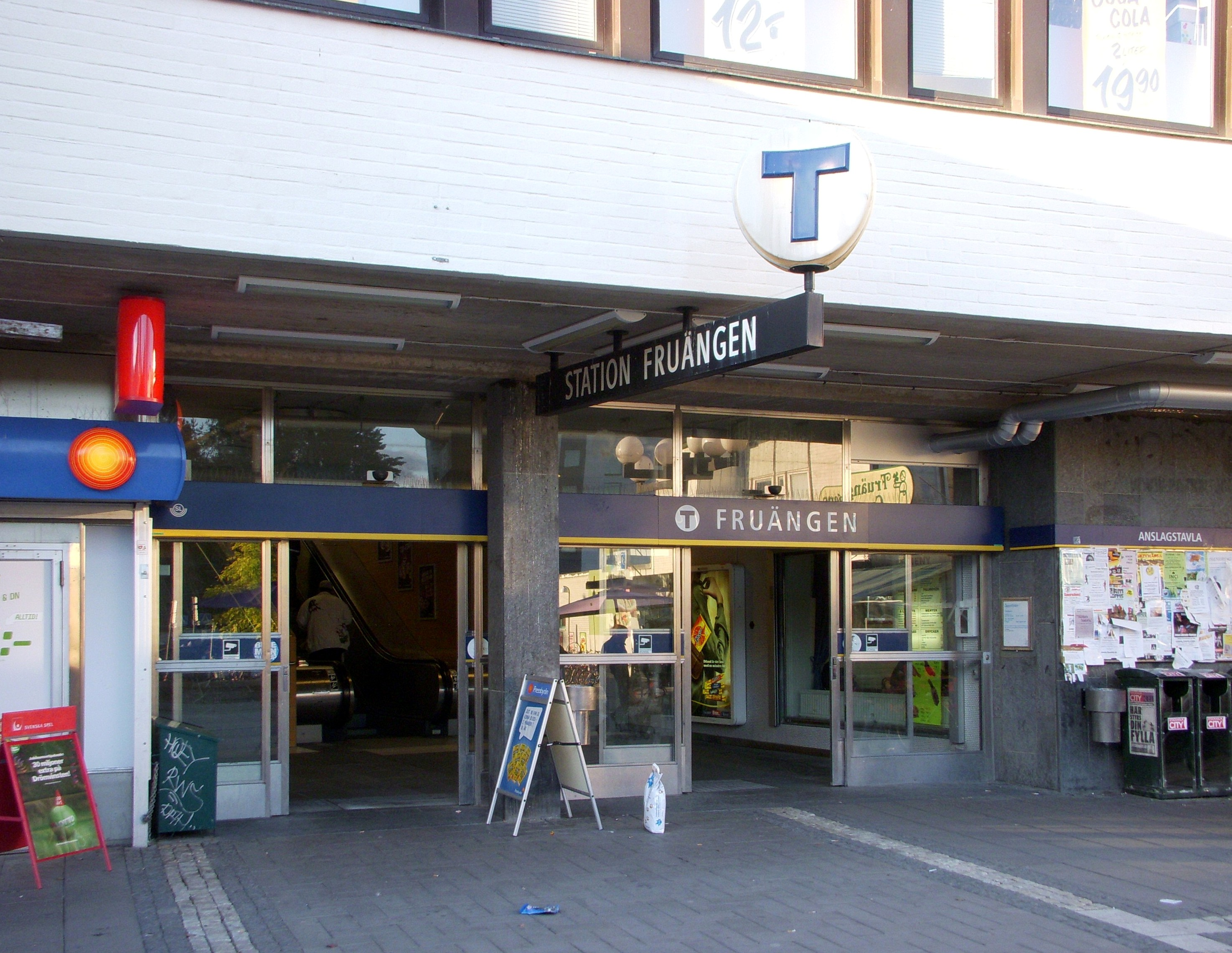
L'entrée du métro.